# География на България
България е европейска, балканска, черноморска и придунавска държава. Тя е разположена в Югоизточна Европа, и заема източната част на Балканския полуостров. България граничи на север с Румъния, на запад със Сърбия и Северна Македония, на юг с Гърция и Турция, а на изток с Черно море. Река Дунав, от устието на река Тимок до Силистра е естествената природна граница между Република България и Румъния. Територията на страната е 110 994 km2, от които 261,4 km2 са крайгранични речни води и 101,3 km2 са крайгранични речни и морски острови. Към тази територия не се включва дванадесетмилната морска акватория. По въздушна линия, от запад на изток страната е с дължина около 520 km, а от север на юг ширината ѝ е 330 km.
Общата дължина на държавната граница е 2245 km, от които 1181 km са сухоземни, 686 km – речни (главно по река Дунав) и 378 km – морска. Освен континенталната част, България също притежава 62 острова в река Дунав, от които по-големите са Белене, Козлодуй, Вардим, Батин, Голяма Бързина, Люляк и др. и 7 малки острова в Черно море – (Св. Иван, Св. Кирик, Св. Анастасия и други) с обща площ над 100 km2.
Релефът на България е силно разчленен във вертикална посока. Територията на България е разпределена в пет височинни пояса, като 70% от нея се намира във височинните пояси до 600 m. Преобладават низините, равнините и хълмистите земи. Средната надморска височина на страната е 470 m, като намалява от юг на север и от запад на изток.
На територията на страната се разработват над 50 вида полезни изкопаеми в около 440 находища. България разполага с ограничени енергийни и минерални ресурси. От горивните полезни изкопаеми се добиват въглища (лигнитни, кафяви, черни и антрацитни), нефт и земен газ. Най-голямо е количеството на нискокалоричните лигнитни въглища. От рудните полезни изкопаеми със значение са железните, мангановите, хромовите, медните, оловно-цинковите руди, както и в по-малки количества волфрам, антимон, никел, молибден, злато, уранови руди. Годишният добив на рудни полезни изкопаеми възлиза на около 20 000 000 тона. От нерудните полезни изкопаеми са разпространени гипсът, каменната сол, каолинът, баритът, глините, трасът, перлитът, флуоритът, зеолитите, българитите, варовиците, мраморите, азбестът, фалдшпатите, слюдите, кварцовият пясък, кварцитите, магнезитът, фосфоритът, кредата, талкът, дистенът, скално-облицовъчните материали. Годишният добив на нерудни полезни изкопаеми е около 4 000 000 тона.
Границата между умерената и субтропичната климатична зона преминава през територията на България. Това е причината южните крайгранични части да се отнасят към континентално-средиземноморската климатична област на субтропичната климатична зона, останалата част на България попада в континентално-европейската област на умерената климатична зона. Най-ниската регистрирана температура на територията на България е в станция Трън през 1947 г. (-38,3 °C). Най-високата измерена температура е в станция Садово през 1916 г. (45,2 °C). 
Близостта до Черно и Егейско море са причина реките в България да са къси и с малък средногодишен отток. Общата дължина на речната мрежа е 19 761 km, включваща над 1200 реки, от които 30 са с дължина над 100 km. 43 реки пресичат държавната граница на България. Водите в 57% от територията на България се оттичат към Черноморската отточна област, а 43% към Беломорската. Главният вододел се простира на дължина от около 700 km от Странджа до планината Кървав камък. Най-дългата изцяло протичаща река на територията на България е Искър (368 km). Най-голяма е водосборната площ на река Марица (21 084 km2). Общата водна площ на езерата в България възлиза на около 95 km2 или около 0,09% от територията на страната. Броят на постоянните езера и блата е около 310. От тях около 260 са с ледников произход, по около 20 са крайморски и с карстов произход, останалите са тектонски, свлачищни и крайречни. Най-голямото по площ езеро в страната е Бургаското (27,6 km2), а по обем е Варненското езеро (165 500 000 m3). С важно значение са минералните води. Разкрити са около 600 естествени извора и около 400 чрез сондажи. По запаси на водни ресурси на човек от населението България е на едно от последните места в Европа.
Почвеното разнообразие в България е голямо. Преобладават канелените горски почви, черноземите, сивите горски почви, кафявите горски почви, алувиално-ливадните почви и смолниците. Страната се поделя на две почвени подобласти – Долнодунавска и Балканско-Средиземноморска.
В България се срещат 4200 вида висши растения от 130 семейства и 872 рода. На територията на страната има 170 вида и 100 подвида български ендемити и около 200 балкански ендемични вида. Характерна е неморалната, степната, бореално-планинската, австро-алпийската, средиземноморската и водната растителност. Територията на България се отнася към три растителни области – Европейската широколистна горска, Евроазиатската степна и лесостепна, и Средиземноморската склерофилна горска.
В България са установени около 29 000 животни. Около 2,5% са гръбначните животни – 207 вида и подвида риби, 52 вида земноводни и влечуги, 382 вида птици и 94 вида бозайници. Територията на страната попада на границата между Европейската и Средиземноморската зоогеографска подобласт на Палеарктичната зоогеографска област.

## Географско положение
България е разположена на север от екватора и на изток от Гринуичкия меридиан. Тя се намира в източната част на Балканския полуостров, в Югоизточна Европа. Територията на България обхваща части от историко-географските области Мизия, Тракия и Македония. Територията ѝ се намира от 41°14' до 44°12' северна ширина и от 22°21' до 28°36' източна дължина.
Крайните точки на България са:
1. Най-северната точка е устието на река Тимок с координати (44°12′45″ с. ш. 22°39′57″ и. д. / 44.2125° с. ш. 22.665833° и. д.)
2. Най-южната точка на България е връх Вейката в Източнородопския рид Гюмюрджински снежник с координати (41°14′05″ с. ш. 25°17′18″ и. д. / 41.234722° с. ш. 25.288333° и. д.)
3. Най-западната точка е седловина край връх Връшка чука във Видинска област с координати (43°48′34.12″ с. ш. 22°21′26.64″ и. д. / 43.809478° с. ш. 22.3574° и. д.)
4. Най-източната точка е нос Шабла която се намира на координати (43°32′31″ с. ш. 28°36′35″ и. д. / 43.541944° с. ш. 28.609722° и. д.)

## Граници
Общата дължина на границите на България са 2245 km, от които 1181 km са сухоземни и 1064 km – водни. От водните 686 km са речни, а 378 km – морски.

### Северна граница
Северната граница на България е изцяло с Румъния. Простира се от устието на река Тимок до нос Картал на Черно море. В участъка от устието на река Тимок до Силистра е по талвега на река Дунав в продължение на 470 km. По течението на реката има 48 острова, които са в територията на България. Общата им площ е около 85 – 90 km2. Най-големият е остров Белене. Той е с площ около 41 km2. От Силистра до нос Сиврибурун границата е сухоземна. Този участък е с дължина 139 km.

### Източна граница
На изток от нос Сиврибурун до устието на Резовска река България граничи с Черно море. Дължината на тази граница е 378 km. Бреговата ивица не е силно разчленена. По-големите заливи са Варненският и Бургаският, а сред носовете изпъкват Калиакра, Емине и Маслен нос. България притежава пет малки острова в Черно море – Свети Иван, Света Анастасия, Свети Петър, Свети Тома (Змийски остров) и Свети Кирик. 

### Южна граница
На юг България граничи с Гърция и Турция. Общата ѝ дължина е 752 km, от които 493 km с Гърция и 259 km с Турция. От устието на Резовска река до река Марица при село Капитан Андреево се простира границата с Турция. Тя преминава през Странджа, Дервентските възвишения, пресича долината на река Тунджа и заобикаля южно Сакар планина. Границата с Гърция започва от река Марица при село Капитан Андреево, пресича долината на река Арда, родопските ридове Мъгленик, Гюмюрджински снежник, долината на река Места, планините Стъргач и Славянка, долината на река Струма и завършва при връх Тумба в планината Беласица, където се събират границите на България, Гърция и Северна Македония.

### Западна граница
Общата дължина на западната граница на България е 506 km, като 341 km са със Сърбия и 165 km със Северна Македония. Със Северна Македония границата започва при връх Тумба в Беласица, пресича долината на река Струмешница и се изкачва на билото на Огражден, след това пресича долината на река Лебница, продължава по билото на Малешевска и Влахина планина, областите Пиянец и Осоговия, билото на Осоговска планина, Велбъждката седловина и достига до връх Китка. От там започва границата със Сърбия, която продължава на север по билата на ридове от Краището, пресича долината на река Драговищица, изкачва се по билата на Милевска планина и Кървав камък, пресича долината на река Ерма, рида Рудината, Руй планина, отново долината на река Ерма, Гребен планина, Завалска планина, долината на река Нишава, планината Видлич и се изкачва по билото на Стара планина – Берковска, Чипровска и Светиниколска планина, Белоградчишкия проход, Бабин нос, прохода Връшка чука и по талвега на река Тимок достига до устието ѝ в река Дунав.

## Физикогеографски зони
Обикновено територията на България се разделя на пет физикогеографски зони: Дунавска равнина, Старопланинска зона, Краищенско-Тунджанска зона, Осоговско-Родопска зона и Черноморска зона.

### Дунавска равнина
| Бреговско-Новоселската низина край Ново село, област Видин |  | Изглед от село Червен, Русенско |
| Бреговско-Новоселската низина край Ново село, област Видин |  | Изглед от село Червен, Русенско |

Дунавската равнина включва голяма част от Северна България – частта от Долнодунавската равнина южно от река Дунав. Релефът е низинен като постепенно преминава от запад на изток в хълмисто-платовиден. Средната надморска височина е 178 m. Повечето речни долини имат полегати леви и стръмни десни склонове, а крайните западни реки (Видбол, Тополовец и Чичилска) и реките в Добруджа са с ждреловидни долини.
Климатът е умереноконтинентален, с горещо лято и студена зима. Средната годишна сума на валежите е от 500 до 600 mm. Реките са къси, с най-голям отток през юни и най-малък през февруари. По-големите реки, освен граничната Дунав, са Лом, Огоста, Искър, Осъм, Вит, Янтра.

### Старопланинска зона
| Ждрело край село Петачинци |  | Изглед към резерват Джендема, Стара планина |
| Ждрело край село Петачинци |  | Изглед към резерват Джендема, Стара планина |

Старопланинската област разделя Северна и Южна България. Тя включва няколко добре разграничени области от север на юг: Предбалкан, Стара планина, Задбалкански полета и Средногорие.
Стара планина е планинска верига с дължина около 550 km и височина до 2376 m (връх Ботев). Предбалканът включва северните предпланини на Стара планина, а Средногорието – поредица от планини, редуващи се от запад на изток: Завалска планина, Вискяр, Люлин, Витоша, Плана, Лозенска планина, Средна гора, Бакаджиците, Хисарски възвишения. Между Стара планина и Средногорието се намират няколко котловини, също подредени в редица от запад на изток: Бурелска, Софийска, Саранска, Камарска, Златишко-Пирдопска, Карловска, Казанлъшка, Сливенска, Карнобатска, Айтоска.
Климатът е със силно планинско влияние, умереноконтинентален на север, умерен преходноконтинентален на юг. От Старопланинската зона извират повечето реки от Дунавската равнина, както и част от реките в Южна България, по-големите от които са Тунджа, Тополница, Стряма.

### Краищенско-Тунджанска зона
В западната част на тази зона се намира Краище – поредица от ниски планини (Руй, Верила, Земенска планина, Конявска планина, Милевска планина, Голо бърдо и други) и котловини (Трънска, Брезнишка, Радомирска, Пернишка, Кюстендилска, Самоковска и други). На изток от тях е Горнотракийската низина, включваща Пазарджишко-Пловдивското и Старозагорското поле. Източно от нея е басейнът на река Тунджа, който има хълмисто-равнинен релеф.
Климатът е умерен преходноконтинентален, с планинско влияние на запад и със слабо средиземноморско влияние в равнините, най-отчетливо в югоизточната част. През Краището преминава река Струма, а равнинните области се отводняват от реките Марица и Тунджа и техните притоци.

### Осоговско-Родопска зона
По-голямата част от Осоговско-Родопската зона е заета от сравнително високи планини – Родопите, Рила и Пирин. Тук се намира и най-високият връх на територията на България и на целия Балкански полуостров – Мусала (2925 m) в Рила планина. По западната граница са разположени и няколко по-ниски планински вериги, както и по-високите Осоговска планина и Беласица. Между планините са разположени няколко речни долини, най-големи от които са тези на Струма и Места. По същите, на свой ред, са разположени поредица от котловини като Кочериновското поле, Благоевградска котловина, Симитлийска котловина, Санданско-Петричка котловина, Разложка котловина, Гоцеделчевска котловина, и др.
Климатът е умерен преходноконтинентален, със силно планинско влияние. В отворените на юг долини на Струма и Места е чувствително средиземноморското влияние.

### Черноморие
Българското Черноморие включва низините в източната част на страната, в непосредствена близост до Черно море. Те са по-широки в района на Варна и Бургас и се стесняват на юг и в средната част, където Странджа и Стара планина се доближават до морския бряг. Климатът по Черноморието е повлиян от близостта на морето. Реките, протичащи през тази физикогеографска зона, са сравнително къси и се вливат в Черно море. По-важните са Камчия, Велека, Ропотамо. Там са разположени и най-големите естествени езера в страната – Бургаско, Варненско, Белославско.

## Граници
Общата дължина на границите е 2245 km.
| Граници                 | Общо | от които  | от които | от които |
| Граници                 | Общо | сухоземна | речна    | морска   |
| Северна – с Румъния     | 609  | 139       | 470      | -        |
| Източна – с Черно море  | 378  | -         | -        | 378      |
| Южна                    | 752  | 562       | 190      | -        |
| – с Турция              | 259  | 133       | 126      | -        |
| – с Гърция              | 493  | 429       | 64       | -        |
| Западна                 | 506  | 480       | 26       | -        |
| – със Северна Македония | 165  | 165       | -        | -        |
| – със Сърбия            | 341  | 315       | 26       | -        |
| всичко                  | 2245 | 1181      | 686      | 378      |

### Северна граница
Северната граница на България с Румъния се разделя на две части – речна и сухоземна. Речната част обхваща участъка по река Дунав от устието на река Тимок до Силистра, с дължина от 470 km. По течението на реката са разположени множество острови, най-големият от тях е остров Белене с площ от 41 km2. На всеки пет години смесена българо-румънска комисия определя принадлежността на дунавските острови в този участък на реката. Сухоземната граница с Румъния се простира от Силистра до нос Сиврибурун на Черно море. Нейната дължина е 139 km.

### Източна граница
Обхваща крайбрежието на Черно море от нос Сиврибурун до устието на река Резовска. Нейната дължина е 378 km. Териториалните води достигат на 12 морски мили от брега, прилежащата зона – на 24 морски мили от брега и изключителната икономическа зона – на 200 морски мили от брега (на практика значително по-малко заради ограничените размери на Черно море).

### Южна граница
На юг България граничи с Турция и Гърция. Границата с Турция е с дължина 259 km. Простира се от устието на река Резовска до село Капитан Андреево-най-големият граничен контролно-пропускателен пункт на българо-турската граница. Границата на България с Гърция е с дължина 493 km и се простира от село Капитан Андреево до връх Тумба в планината Беласица.

### Западна граница
Границата на България със Северна Македония се простира от връх Тумба до връх Kитка и е с дължина 165 km. Дължината на държавната граница на България със Сърбия е 341 km и се простира от връх Китка до устието на река Тимок.

## Географски център на България

### Местоположение
Географският център на България се намира в Централна Стара планина, в местността Узана (Шипченска Стара планина). Точката е локализирана източно от Черни връх, югозападно от град Габрово (на 25 km) и на надморска височина 1300 m. Сърцето на страната е изчислено с координати:
42°45’51″N (северна ширина)
25°14’18″E (източна дължина)
На 21 декември 1991 г. на мястото е поставен знак с формата на стилизирана пирамида с отвес, оцветена в цветовете на националното знаме.

### История
През 1991 г., по инициатива на вестник „Поглед“ Евгений Станчев (тогава главен редактор) и Алексиния Димитрова (редактор) се лансира идеята за намирането на географския център на България. Тя е реализирана от Колективна фирма „ГГ и К – геодезия“ със съдействието на „Геопланпроект“ – София. Ръководител на екипа е проф. д-р Младен Младеновски. Той с 4 сътрудници от фирмата (Крум Алексиев, инж. Добри Добрев, Елена Тенева и Мая Кирилова) се заема с работата по изчислението. Постоянно възникват трудности: липса в България на утвърдена технология за определяне на център на дадена територия, надежден изходен материал, проблеми с промени в талвега на река Дунав и бреговите линии на Дунав и Черно море, поверителност (тогава) на информацията и трасиране на място. Изчисленията са направени по шест геодезически метода. Никой от екипа няма връзка с Габрово с изключение на скулптора, дал идея и реализирал знака – Петър Хаджиганев.

## Релеф
Релефът на България е предимно равнинно-хълмист, с равнини в северната и югоизточната част на страната и сравнително малка средна надморска височина (470 m), с голямо вертикално разчленение и наличие на пет височинни пояса (низинен, равнинно-хълмист, нископланински, среднопланински и високопланински), западно-източно простиране на едрите форми на релефа. Съвременният релеф е резултат предимно на процеси в литосферата през по-младите геоложки епохи (неоген-квартернера).
Гледано от север на юг, страната се разделя на четири геоморфоложки области, заемащи териториите в посока север-юг: Дунавска равнина, Стара планина, Тракийска низина и Рило-Родопски масив.

### Дунавска равнина
Дунавската равнина е част от Мизийската плоча. Разположена е между река Дунав и Предбалкана, и от река Тимок до Черно море. Крайдунавските низини граничат на юг с покрита отчасти с льос (жълтеникави и шуплести варовикови наноси, образувани през ледниковия период) хълмиста местност, чиято максимална височина достига до 502 m (връх Търнов дял в Шуменското плато). Дунавската равнина се поделя на три части – западна, средна и източна, граници на които са реките Вит и Янтра.

### Стара планина
Предбалканът осъществява прехода от Дунавската равнина към Стара планина, която се простира паралелно през страната, от устието на река Тимок до нос Емине, като разделя България на Северна и Южна. Тя е младонагъната гънкова структура и е част от Балканидите. Предбалканът се характеризира с хълмист и нископланински релеф. Най-високата точка е Васильов връх – 1490 m. Стара планина е със средно- и високопланински релеф. Най-висока точка е връх Ботев (2376 m). Областта се поделя на три части: западна, средна и източна.

### Преходна планинско-котловинна област
В нея се поделят пет подобласти: Задбалкански котловини, Средногорие, Краище, Горнотракийско-Тунджанска подобласт, която включва и Бургаската низина, и Странджанско-Сакарска подобласт. В тази област са включени части от Балканидите и Краищидите. Областта обхваща планините Витоша, Средна гора, Плана, Люлин, Странджа, Сакар, както и редица котловини – Задбалканските котловини (Карловска, Казанлъшка, Сливенска), Софийска, Пернишка, Радомирска.

### Рило-Родопска област
Рило-Родопската област включва четири геоморфоложки области – Осогово-Беласишка, Рило-Пиринска, Западнородопска и Източнородопска. В Рило-Родопската област са разположени планините в България: Рила, Пирин, Родопи, Осогово, Влахина, Малашевска планина, Огражден, Беласица, Славянка.

## Климат
В България преобладава умереноконтинентален климат, с четири сезона: студена и понякога влажна зима със снеговалежи и средна температура от 0 °C, хладна и по-често влажна пролет, топло и дъждовито лято, в началото на сезона и с горещо и сухо време, през останалата част със средни температури от 23 °C и топла, слънчева и ветровита есен. Средната годишна температура е 10,5 °C.
Решаващи фактори за образуването на климатичните особености на страната са нейната топография и разположението ѝ на Черно море. Докато действащата като климатична разделителна линия Стара планина предпазва южните части на България от преките нахлувания на студен въздух от север, то планините в Южна България предпазват вътрешността на страната от смекчаващите въздействия на Средиземно море.
Със силно континентално влияние се очертава предимно територията на Северна България. До Стара планина се събират студените въздушни маси, така че поберите/реколтите могат да претърпят тежки вреди, причинени от слани и градушки. В пространството между Стара планина и Родопите властва преходният климат със слабо средиземноморско влияние, лятната засуха може да продължи до три месеца. Крайбрежната низина се намира под уравновесяващото въздействие на Черно море, а по високите части на планините господствува алпийският климат (от около 900 m за усойните части, от около 1000 m за присойните части) със снежна покривка, която се задържа месеци наред.
Средните годишни стойности на температурата в ниските места на Северна България възлизат на 11 – 12 °C, а в Южна те са до 14 °C. Средните годишни стойности на падналите в равнините валежи възлизат на 500 до 800 mm, а в планините те са в границите от 1000 mm до 1400 mm.
Умерен континентален климат(Dfb)
Черноморски климат(Cfa)
Лесостепен климат(Dfa/BSk)
Преходноконтинентален климат(Dfa)
Континентално-средиземноморски климат(Dsa/Csa)
Континентално-средиземноморски климат (по-студен и влажен вариант-Dsb/Csb)

### Слънчево греене в България
Максимално възможното слънчево греене на географската ширина, на която се намира България, е 4400 - 4500 часа годишно. Заради наличието на облачност, действителната продължителност на слънчевото греене в страната е около 50% от максимално възможното - между 2100 и 2500 часа годишно.

## Почви
Територията на България се поделя на 3 почвени зони: Севернобългарска лесостепна, Южнобългарска ксеротермална и Планинска почвена зона. В обсега на Севернобългарската лесостепна почвена зона са разпространени зоналните почвени типове – черноземи (54% от площта) и сиви горски почви (39% от площта).

## Води
По водни ресурси България се нарежда на последно място сред балканските държави. Водите се делят на два вида – повърхностни и подземни.
Повърхностните от своя страна се делят на два типа въз основа отточната област, към която спадат: Черноморска отточна област (обхваща черноморието и Дунавската равнина) и Егейска отточна област. Към първата спадат 57% от територията на страната, а към втората – 43%.

### Реки
Най-дългата река на територията на България е река Дунав – 470 km (в българския си участък). Тя обаче само пресича територията ни, като е и естествена граница със северната ни съседка – Румъния. Река Дунав извира от Шварцвалд, Германия, има късно пролетно-лятно пълноводие и при по-студени зими замръзва.
Искър е най-дългата българска река – 368 km. Извира от Рила и се влива в Дунав. При прекосяването на Стара Планина образува Искърския пролом, който е дълъг 65 km. Река Искър има снежно-дъждовно подхранване.
Други големи притоци на р. Дунав са Лом, Огоста, Вит, Осъм и Янтра.
От реките, вливащи се директно в Черно море, най-голяма е р. Камчия – 245 km. Тя извира от Дунавската равина. Има два големи притока – Луда Камчия и Голяма Камчия. Има дъждовно подхранване и зимно пълноводие.
Други по-известни реки, вливащи се в Черно море, са Ропотамо и Велека (южното Черноморие)
Към Егейската отточна област спадат реките, намиращи се в Горнотракийската низина и Рило-Родопския масив. Най-голяма е река Марица-321 km. Тя има снежно-дъждовно подхранване. Пълноводието ѝ е през май-юли, а маловодието – през зимата. По-големи нейни притоци са Тунджа и Арда, както и Чепеларската река, Въча и др.
Струма извира от Витоша, дълга е 290 km и има добре развита речна тераса. Места от своя страна извира от Рила. И двете са важни за стопанството на страната.

### Езера
В България има над 400 езера с обща площ от 95 km². Според вида си те се делят на тектонски, карстови, свлачищни, високопланински, крайречни и крайморски.
Крайморски
Те са общо два вида: лиманни – Варненско езеро (19 m дълбочина), Бургаско езеро (площ 27,6 km²) и Атанасовско езеро, и лагунни – Поморийско езеро.
Крайречни
Подобно е само езерото Сребърна, превърнато в резерват.
Високопланински
Те са възникнали възоснова действието на ледниците по високите части на Рила и Пирин. В рила са 140 на брой, в Пирин – 119. Най-голямото Рилско езеро е Смрадливото с площ от 212 дка, а най-дълбоко е Окото – 38 m. В Пирин първенец е Поповото езеро.
Тектонски
Те са възникнали при движението на тектонските земни пластове. Такива езера има във високите части на Рила.
Свлачищни
Образуват се близо до свлачища. В България се намират в областта на Смолян.
Карстови
Образуват се в негативни форми на релефа, при карстови наличности. Има ги в областта на Предбалкана, но са вече пресъхващи. Едни от най-големите карстови извори в България са край село Триводици, намиращо се под възвишенията Бесапарски ридове между Стамболийски и Пазарджик
Блата
Нямат важно значение за стопанството на страната. Делят се на два вида – низинни и планински.
Язовири
Важни за националната сигурност на страната. Поради малките наличности на водни ресурси, язовирите са в голяма полза за по-доброто използване на водите. По-големи язовири са „Студен кладенец“, „Кърджали“, „Батак“, „Искър“ и др.
Подземни води
Подземните води съставят близо 1/3 от водния ресурс на страната. Делят се на 4 основни групи:
Грунтови
Използват се за снабдяване на селища с питейна вода и за напояване. В повечето случаи излизат на повърхността чрез извори. Има наличие на грунтови подземни води в Дунавската равнина и Горнотракийската низина.
Напорни
Представляват води, намиращи се между два слоя непромокаеми скали. Извличат се чрез сонди. Използват се в селското стопанство за напояване. Има наличие на напорни води в Ломско, Плевенско, Варненско, Софийско.
Минерални
България е една от страните с най-голям воден ресурс на минерална вода. Тя се дели на два вида – според веществата в нея и според температурата. Според температурата биват: студени до 37 °C, топли – от 37 до 60 °C и горещи – над 60 °C. Минерални подземни води има в областта на Хисаря, Хасково, с. Баня, Стара Загора и др.
Карстови
Образуват се в близост до карбонатни скали. Откриват се в Предбалкана.

## Флора и фауна
По-голяма част от територията на България попада в средноевропейската флористична област, представена от трите основни типа растителност: горска, храстова и тревна. Височинното зониране на растителността е резултат от височинното изменение на хидроклиматичните условия и на почвените типове.

### Горска растителност
Горите в България се отличават със следните особености: дълъг период на възстановяване (между 50 и 100 години); промени в географското им разпространение – резултат от експлоатация или залесяване; малък прираст на запасите на единица площ. В миналото горите са заемали обширни територии, а днес – само около 35%. Около 85% от горските ни ресурси са в планинските райони: най-разпространените широколистни гори са дъбовите и буковите. Първи те заемат ограничени площи с надморска височина между 800 и 1000 m. Представени са от летен и зимен дъб, цер и благун, а в южните по-топли части – от космат дъб и келяв габър. Дъбът е най-разпространен в Странджа. Поясът на буковите гори се намира на 1000 – 1500 m н.в. Разпространен е във всички планини, но площите му са най-големи в Западна и Средна Стара планина. Влаголюбивите широколистни видове върба, топола, елша са разпространени по заливните тераси на речните долини, по поречието на р. Дунав и на дунавските острови. По долините на черноморските реки Камчия, Батова, Ропотамо, Велека има лонгозни гори, в които преобладават ясенът, брястът, дъбът и различни увивни растения.
Поясът на иглолистните гори е между 1300 и 2100 m и е представен от смърч, ела, черен бор, бял бор. Бялата и черната мура се срещат до 2300 m и бележат горната граница на горите. Иглолистните гори са разпространени в Рила, Западни Родопи, Северен Пирин, Витоша и Стара планина.
Храстовата растителност принадлежи към вторичните съобщества, тъй като се появява след изсичането на горите. Към широколистните храсти се отнасят глогът, шипката, трънката, драката и др. В планините между 1600 и 2500 m са разпространени и иглолистните храсти (хвойна и клек), а на височина между 2500 и 2925 m и алпийска тревна растителност, в която участват и глациални реликти (тревиста върба, сребърник, омайниче и др.). Поясът на тревните алпийски съобщества е най-добре представен в Рила и Пирин. Представители на средиземноморската храстова растителност са червената хвойна, лавровишнята, странджанската зеленика и др.
Тревната растителност също има вторичен характер с изключение на високопланинските ливади. Разпространена е в Дунавската равнина и във високите планини.

### Животински свят
България се отнася към Палеоарктичната зоогеографска област и на територията ни се срещат предимно представители на три нейни подобласти: Европейско-Сибирска, Средиземноморска и Ирано-Туранска.
| Фаунистични подобласти | Териториално разположение                                                                                               | Представители на животинския свят |
| Европейско-Сибирска    | Дунавска равнина, Стара планина, Средна гора, Краище, Задбалкански котловини, западната част на Рило-Родопския масив    | В Дунавската равнина: степни видове – мишки, заек, лалугер, таралеж, къртица, пор, хомяк; от птиците – яребица, пъдпъдък, кукумявка, орел, дрозд и др.; до 1000 m н.в. – кълвач, синигер, смок мишкар, сърна, елен и др.; над 1000 m н.в. до горната граница на гората – мечка, вълк, лисица, златка, дива свиня, елен, сърна, катерица и др.; в най-високите части на Рила и Пирин – дива коза, брадат орел, снежна полевка, скалолазка и др. |
| Средиземноморска       | Горнотракийска низина, Тунджанската област, Източни Родопи, Странджа, долините на Струма, Места, Черноморско крайбрежие | Оризищна мишка, колхидски фазан, воден плъх; от влечугите – смок, усойница, пепелянка; отровен тракийски паяк, блатна костенурка, чакал – в Странджа |
| Ирано-Туранска         | Южна Добруджа | Гризачи, влечуги, скакалци и др. |

В България живеят редки или изчезнали в Европа животни като белокоремен тюлен, голяма дропла, червена мравка, голям креслив орел, алпийски тритон, къдроглав пеликан, царски орел, пеперудата червен аполон и стотици други видове. Едни от най-редките растения са пясъчната черноморска лилия и еделвайсът. В България живеят много ендемични видове от род Иглика и Тинтява.

## Природни ресурси
Боксит, медни руди, оловно-цинкови руди, въглища, дървесина, обработваема земя, уран и други.
Разпределение на земята:

обработваема земя: 43%

постоянни реколти: 2%

постоянни пасбища: 14%

гори: 38%

други: 3% (данни от 1999 г.)
Земя с напоителни системи: 12 370 km² (данни от 1993 г.)
Кръстопътното географско положение на България се определя от петте трансевропейски коридора между Европа, Азия и Африка, които минават през нея. Те са най-ценният капитал на страната в международните отношения днес. Те са съответно: пътните коридори №4 от Скандинавските страни през Полша и Унгария до Гърция; №8 от Адриатическо до Черно море; №9 от Скандинавските страни през Санкт Петербург и Киев до Гърция и Турция; №10 от Западна и Централна Европа до Индия и речния коридор №7 от Северно до Черно море по Дунав.

## Полезни изкопаеми
България разполага със 125 вида проучени полезни изкопаеми: енергийни суровини, руди на черни, цветни и благородни метали, индустриални минерали и декоративни скали. Има запаси от всички видове въглища: антрацитни, черни, кафяви и лигнитни, като най-значителни са запасите на лигнитни и кафяви въглища. Нефтените и газовите находища са привързани към Мизийската плоча, Предбалкана и черноморския шелф, но добиваните количества са незначителни. Сравнително големи са залежите от мед, олово, цинк, манган. Средноголеми и малки са находищата на желязо, злато, сребро, уран, хром, никел, волфрам, молибден, антимон и др. Страната е богата с неметални полезни изкопаеми. Над 260 са находищата на индустриални минерали и строителни материали. Сред тях по-важни са тези на каолин, бентонит, глини, каменна сол, варовици, доломит, кварц, гипс, барит, флуорит, кварцити, зеолити, перлит, талк, фелдшпат, слюди и др. В България са установени разнообразни декоративни скали и скалнооблицовъчни материали: варовици, мрамори, пясъчници, гранитоиди, гнайси, риолити, туфи, брекчи и др.

## Опазване на околната среда
Започналата след Втората световна война ускорена индустриализация на България довежда до значителни екологични проблеми: замърсяване на въздуха от индустриални емисии, замърсени реки поради липса на пречиствателни станции, обезлесяване, отравяне на почвата с тежки метали от металургичните заводи и индустриалните отпадъци.
В страната са създадени няколкостотин защитени територии, в които в различна степен е ограничена стопанската дейност и достъпа на хора. Сред тях са 3 национални парка с площ от 193 048 ha, 55 резервата с площ от 75 975 ha, 11 природни парка, стотици природни забележителности и защитени местности, част от които включени в общо европейския проект за изграждане на мрежата от защитени зони Натура 2000. Най-известните природни забележителности са и сред Стоте национални туристически обекта.